# Metformine
Metformine (handelsnaam onder andere Glucophage, Riomet, Fortamet, Glumetza, Obimet, Dianben, Diabex, Diaformin, Metformax) is een antidiabeticum uit de groep biguaniden dat vooral gebruikt wordt bij de behandeling van diabetes mellitus type 2 (suikerziekte) en voorkoming van de complicaties die daarmee gepaard gaan.
Sinds de tweede herziening van de NHG-standaard diabetes mellitus type 2 in maart 2006 wordt bij alle patiënten die bloedglucoseverlagende medicijnen nodig hebben gestart met metformine. Alleen van metformine is aangetoond dat intensieve behandeling leidt tot een (bescheiden) afname van macrovasculaire complicaties en mortaliteit.
De stof is opgenomen in de lijst van essentiële geneesmiddelen van de WHO.

## Historie
Dit biguanide-type van antidiabetesmedicijnen, dat ook de inmiddels uit de handel genomen producten fenformine en buformine omvat, stamt af van de Franse lelie (Galega officinalis) Deze plant staat reeds eeuwen bekend om zijn symptoomverminderende werking bij diabetes mellitus.
Metformine werd voor het eerst in 1957 beschreven in de wetenschappelijke literatuur en werd vanaf 1975 in Frankrijk op de markt gebracht. Aangezien er problemen optraden (lactaatacidose) met de sterk gelijkende fenformine werd metformine in 1977 verboden door de Amerikaanse autoriteiten en werd het pas weer in 1995 toegelaten.
Inmiddels is het middel verkrijgbaar als generiek medicijn.
Met het UKPDS-onderzoek (United Kingdom Prospective Diabetes Study, een prospectief gerandomiseerd onderzoek) met een gemiddelde looptijd van tien jaar en gepubliceerd in 1998, is aangetoond dat scherpe bloedglucoseregulatie voor type 2-diabeten beschermend werkt ten aanzien van orgaancomplicaties. Voor type 1-diabetes was dit reeds eerder aangetoond in de Diabetes Control and Complications Trial (DCCT). Uit de UKPDS kwamen verrassende resultaten met betrekking tot metformine naar voren, waardoor het middel aan een tweede jeugd is begonnen

## Farmacologische werking
Metformine verlaagt zowel de basale als de postprandiale bloedglucosespiegels.

Het werkt via vier mechanismen:
- Voornaamste effect van metformine is het verlagen van het basale bloedglucose door remming van de gluconeogenese en de glycogenolyse. Remming van de omzetting van lactaat in glucose leidt tot een reductie van ongeveer 75% van de glucoseafgifte door de lever.
- Metformine verhoogt de insulinegevoeligheid van het spierweefsel, waardoor de perifere glucoseopname en het glucoseverbruik verbeteren.
- Metformine vertraagt de resorptie van glucose in de darmen.
- Metformine stimuleert de intracellulaire glycogeensynthese door een effect op het glycogeensynthetase.

In tegenstelling tot de sulfonylureum-derivaten stimuleert metformine de insulineafscheiding niet, waardoor het als monotherapie geen hypoglykemie en geen gewichtstoename veroorzaakt. Integendeel: bij gebruik van metformine wordt een gemiddelde gewichtsafname van drie kilogram gezien.
Onafhankelijk van de werking op het bloedglucose, heeft metformine een gunstige invloed op de vetstofwisseling. Totaal cholesterol, LDL-cholesterol en triglyceridenspiegels worden verlaagd.

## Dosering
In monotherapie wordt metformine 2 tot 3x daags gebruikt, met een maximale dosering van 3 gram per dag.
Het wordt ook gebruikt in combinatie met insuline en andere orale antidiabetica.

## Farmacokinetiek
Biologische beschikbaarheid 50 tot 60%. De maximale bloedspiegel wordt bij een tablet met directe afgifte na 2,5 uur bereikt. Eliminatie volledig onveranderd via de urine, de halveringstijd bedraagt 6,5 uur. Bij nierinsufficiëntie is de halveringstijd verlengd. Aangenomen wordt echter dat de farmacokinetiek van de metformine-absorptie niet lineair is.

## Bijwerkingen
Aan het begin van de behandeling met metformine is zeer vaak (>10%) sprake van maag-darmklachten als misselijkheid, braken, diarree, buikpijn en verlies van eetlust. Er lijkt een relatie te bestaan tussen langdurig gebruik van metformine en de opname van vitamine B12 met vitamine B12-deficiëntie tot gevolg. Lactaatacidose vormt een risico als de nierfunctie verminderd is.
Nierfalen of nierdysfunctie is een absolute contra-indicatie.

## Niet-geregistreerd gebruik
- Het vaakst wordt metformine gebruikt bij onvruchtbaarheid wegens PCOS.[6]

- Het wordt geacht verouderingsverschijnselen effectief tegen te kunnen gaan.[7][8]

- Het middel staat sterk in de belangstelling bij het bestrijden van de restverschijnselen van een covid-infectie.[9][10]